# Octolepis ratovosonii
Octolepis ratovosonii är en tibastväxtart som beskrevs av Z.S.Rogers. Octolepis ratovosonii ingår i släktet Octolepis och familjen tibastväxter. Inga underarter finns listade i Catalogue of Life.